# Miguel Martínez (cestista)
Miguel Raymondo Martínez (in arabo ميجويل مارتينيز‎?; Beirut, 30 gennaio 1988) è un cestista libanese con cittadinanza spagnola.

## Carriera

### Club
Martinez, nato a Beirut nel gennaio 1988, ha iniziato la sua carriera professionistica con la maglia  dei Blue Stars Beirut nel 2005, dove rimane per quattro stagioni, prima di trasferirsi al Champville SC nel 2009 dove gioca per un periodo di due anni. Ha poi trascorso una stagione con il Sagesse Beirut e tre stagioni con l'Al-Riyadi Beirut. Per la stagione 2015-2016 si è unito al Louaize Club, dove è rimasto per due stagioni. La stagione successiva gioca con la canotta dell'Hoops Club, per poi nel 2018 approdare al neo-promosso Beirut Club. 
Nel settembre 2019 ha firmato nuovamente con lo Al-Riyadi Beirut, dove gioca una sola partita prima della sospensione della Lebanese Basketball League a causa della pandemia da COVID-19. Inizia poi la stagione 2020-2021 in Spagna con la canotta del JAC Sants de Barcelona, squadra della Tercera FEB, con cui colleziona quattro presenze. Nel marzo del 2021 ha poi fatto il suo ritorno in Libano firmando, per la seconda volta, con il Champville SC.
Il 20 luglio 2022, terminata il contratto con il Champville SC, firma con l'Al-Riyadi Beirut, con cui disputa la stagione 2022-2023.
Il 30 ottobre 2023 firma per la stagione 2023-2024, con il Beirut Club per la seconda volta nella sua carriera.
Per la stagione 2024-2025 firma per la squadra dell'Antonine, squadra sempre militante nella Lebanese Basketball League.

### Nazionale
Martinez ha fatto parte della nazionale giovanile libanese che ha partecipato al Campionato mondiale FIBA Under-19 2007. Nel 2011 ha giocato con la nazionale maggiore al Campionato FIBA Asia 2011.

## Palmarès

### Squadra
- Lebanese Basketball League: 3

Riyadi Beirut: 2013-2014, 2014-2015, 2022-2023
- Lebanese Basketball Cup: 1

Champville: 2010
- Lebanese Basketball Super Cup: 1

Champville: 2010